# Gammaropsis ocellata
Gammaropsis ocellata är en kräftdjursart som beskrevs av Chris Conlan 1994. Gammaropsis ocellata ingår i släktet Gammaropsis och familjen Isaeidae. Inga underarter finns listade i Catalogue of Life.